# Las Nutrias
Las Nutrias – jednostka osadnicza w Stanach Zjednoczonych, w stanie Nowy Meksyk, w hrabstwie Socorro.